# Ibn Isfandiyar
Bahā’ al-Dīn Muḥammad ibn Ḥasan ibn Isfandiyār in persiano بَهَاءُ اَلدِّينِ مُحَمَّدُ بْنُ حَسَنِ بْنِ إِسْفَنْدِيار‎ (XII secolo – XIII secolo) è stato uno storico persiano, originario del Tabaristan, che scrisse una storia della provincia, il Tarikh-i Tabaristan.

## Biografia
Il poco che si conosce sulla sua vita lo si deve all'introduzione della sua opera.
All'inizio della sua carriera, Ibn Isfandiyār fu un membro della corte dei Bawandidi, una dinastia nativa del Tabaristan, e godette della protezione di Ardashir I (morto nel 1206). Iniziò a scrivere la sua storia nel 1206, che fino ad allora principalmente consisteva nel "Bāwand-nāme", un'opera ormai perduta, presumibilmente in persiano, che Ibn Isfandiyār considerava solo come una storia d'amore dei Bavandidi. Nel 1209 si recò per un breve periodo a Baghdad. Al suo ritorno rimase per due mesi a Rayy, dove, nella biblioteca di Rustam b. Shahriyar, ebbe modo di leggere l'Uqidu siḥr wa-qala'idu durar di Abū l-Ḥasan Muḥammad al-Yazdādī - una storia araba del Ṭabaristān andata in seguito perduta. Ibn Isfandiyār tradusse quest'opera in persiano, e questo, insieme ad informazioni genealogiche e storiche sui Bāwandidi, formò il nucleo della sua storia. Aggiunse altro materiale nel corso degli anni, in particolare durante il suo soggiorno di cinque anni in Khwārazm. Il suo destino è sconosciuto; egli può essere tornato al suo nativo Tabaristān ed essere morto lì, o potrebbe esser morto nel sacco mongolo del Khwārazm nel 1220.
La sua storia, che non venne completata prima del 1217, si conclude con la prima caduta della dinastia Bāwandide nel 1210. Un autore anonimo in seguito continuò fino al 1349, quando si concluse il secondo periodo della dinastia, basandosi principalmente sul Tarīkh-i Ruyān di Awliya Allah Amuli. L'opera di Ibn Isfandiyār comprende molte informazioni storiche, biografiche e geografiche uniche, tra cui versi in lingua tabari e una traduzione persiana della Lettera di Tansar, un pezzo importante della letteratura pahlavi, inviato dal sommo sacerdote del re sasanide Ardashir III, al principe Jusnasaf del Ṭabaristān.